# National Football League Draft

Logo hiện tại của NFL draft

National Football League Draft, còn được gọi là NFL Draft hoặc có tên gọi chính thức là Player Selection Meeting (Cuộc họp tuyển chọn cầu thủ), là một sự kiện thường niên đóng vai trò là nguồn tuyển chọn cầu thủ phổ biến nhất cho giải đấu National Football League. Mỗi đội được lựa chọn cầu thủ theo thứ tự ngược lại so với thành tích của đội đó trong năm trước, có nghĩa là đội ở vị trí cuối cùng được xếp ở vị trí đầu tiên và nhà vô địch Super Bowl ở vị trí cuối cùng. Từ vị trí này, đội có thể chọn một cầu thủ hoặc đổi vị trí của mình cho một đội khác để lấy các vị trí hoặc cầu thủ khác. Vòng chọn sẽ kết thúc khi mỗi đội đã chọn một cầu thủ hoặc đổi được vị trí của mình. Cuộc tuyển chọn đầu tiên được tổ chức vào năm 1936 và đã được tổ chức hàng năm kể từ đó.
Một số khía cạnh của cuộc tuyển chọn, bao gồm cả vị trí đội và số vòng, đã được thay đổi nhiều lần, nhưng phương pháp cơ bản vẫn giữ nguyên. Hiện tại, cuộc tuyển chọn bao gồm bảy vòng. Lý do ban đầu khi tạo chúng là để tạo sự công bằng giữa các đội khi đội tệ nhất sẽ có thể chọn cầu thủ giỏi nhất hiện có. Trong những năm đầu tiên của dự thảo, cầu thủ được chọn dựa trên tin đồn, phương tiện in ấn hoặc bằng chứng thô sơ khác về năng lực. Vào những năm 1940, một số thương hiệu bắt đầu tuyển dụng các tuyển trạch viên toàn thời gian. Thành công sau đó của những đội này cuối cùng đã buộc các thương hiệu khác cũng phải thuê tuyển trạch viên.
Thông thường, tên của các cuộc tuyển chọn hàng năm có dạng của mùa giải NFL mà những người chơi được chọn có thể bắt đầu thi đấu. Ví dụ: NFL Draft 2010 dành cho mùa giải NFL 2010. Tuy nhiên, tên chính thức do NFL xác định đã nhiều lần thay đổi. Vị trí của cuộc tuyển chọn đã liên tục thay đổi trong những năm qua để phù hợp với độ nổi tiếng của nó. Cuộc tuyển chọn đã trở thành sự kiện quan trọng, phủ sóng các kênh truyền hình vào khung giờ vang. Trong những năm đầu, từ giữa những năm 1930 đến giữa những năm 1960, NFL Draft được tổ chức ở nhiều thành phố khác nhau theo nhượng quyền thương mại của NFL cho đến khi ổn định ở Thành phố New York bắt đầu từ năm 1965. Địa điểm tổ chức đã được giữ nguyên cho đến năm 2015. Khi cuộc tuyển chọn được tổ chức trong tương lai, các địa điểm tổ chức sẽ được xác định thông qua quy trình đấu thầu hàng năm.

## Thể thức hiện tại
Các cầu thủ đã tốt nghiệp trung học được tối thiểu 3 năm đều đủ điều kiện tham dự NFL draft.

### Luật để xác định thứ tự chọn cầu thủ
Thứ tự chọn cầu thủ phụ thuộc vào thành tích thắng-thua (số trận thắng-số trận thua) tại mùa giải trước và phụ thuộc vào việc đội đó có được tham dự vòng loại trực tiếp (playoff) hay không. Các đội không tham dự vòng loại trực tiếp mùa giải trước được xếp theo thứ tự ngược lại với thành tích của họ năm ngoái (vì vậy đội thắng ít trận đấu nhất sẽ có được lượt chọ cầu thủ đầu tiên). Khi các đội có thành tích bằng nhau, các luật tiebreak được sử dụng để xác định đội có quyền lựa chọn trước (theo thứ tự sau):
1. Độ khó của lịch thi đấu: là tổng thành tích thắng-thua của cả 17 đối thủ của đội đó trong mùa giải trước (1 trận hoà được tính là 1 nửa trận thắng và 1 nửa trận thua). Đội có lịch thi đấu dễ hơn (đối thủ của đội đó có tổng số trận thắng ít hơn) có được lượt chọn cầu thủ sớm hơn ở vòng 1. (Mỗi trận đấu với đối thủ ở cùng phân khu được tính riêng biệt, nên thành tích trong phân khu được tính 2 lần).
2. Nếu 2 đội ở trong cùng 1 phân khu, luật tiebreak trong playoff được sử dụng theo thứ tự đã xác định ở mùa giải chính.
3. Nếu 2 đội ở trong cùng 1 liên đoàn, luật tiebreak trong playoff được sử dụng theo thứ tự đã xác định ở mùa giải chính.
4. Nếu 2 đội từ 2 liên đoàn khác nhau, một loạt tiebreak được sử dụng bao gồm : hiệu số đối đầu trong mùa giải trước, tỉ lệ thắng trước các đội mà 2 đội cùng đối đầu, và tổng thành tích của các đội mà 2 đội đã đánh bại. Tính tới NFL draft 2020, 2 đội có thành tích giống nhau chỉ được phân định bằng cách tung đồng xu.[3]

Đội tham dự vòng loại trực tiếp mùa giải trước được sắp xếp theo vị trí mà họ bị loại ở bảng sau. Trong mỗi vị trí, thứ tự lựa chọn được sắp xếp như ở trên (thành tích tệ nhất được chọn trước và luật tiebreaker được sử dụng).
| Thành tích trong mùa giải             | Thứ tự chọn cầu thủ |
| ------------------------------------- | ------------------- |
| Đội không tham dự vòng loại trực tiếp | 1–18                |
| Bị loại ở vòng wild-card              | 19–24               |
| Bị loại ở vòng phân khu (divisional)  | 25–28               |
| Về nhì liên đoàn                      | 29–30               |
| Về nhì Super Bowl                     | 31                  |
| Vô địch Super Bowl                    | 32                  |

Một khi thứ tự lựa chọn ở vòng đầu tiên đã được xác định ở trên, thứ tự lựa chọn ở các vòng sau tiếp tục giống như vòng đầu, ngoại trừ các đội có thành tích giống nhau. Thứ tự lựa chọn của các đội sẽ xoay vòng, đội có lượt chọn đầu tiên trong số các đội này sẽ có lượt chọn cuối trong số các đội này trong vòng tiếp theo, và các đội còn lại đứng sau được tiến lên 1 lượt chọn trong các vòng sau đó, cho tới hết. Ví dụ: mùa giải 2023, các đội Atlanta Falcons, Chicago Bears, New York Jets và Minnesota Vikings cùng có thành tích 7-10, và thứ tự lựa chọn ở vòng 1 là như trên. Sang vòng 2, Falcons có lượt chọn cuối cùng trong số 3 đội, và thứ tự lượt chọn sẽ trở thành Bears, Jets, Vikings, Falcons. Vòng 3, thứ tự trở thành Jets, Vikings, Falcons, Bears. Tương tự cho tới vòng 7.